# آنیکن مورک
آنیکن مورک (انگلیسی: Anniken Mork؛ زادهٔ ۱۶ ژانویهٔ ۱۹۹۱) اسکی‌باز پرش اهل نروژ است.

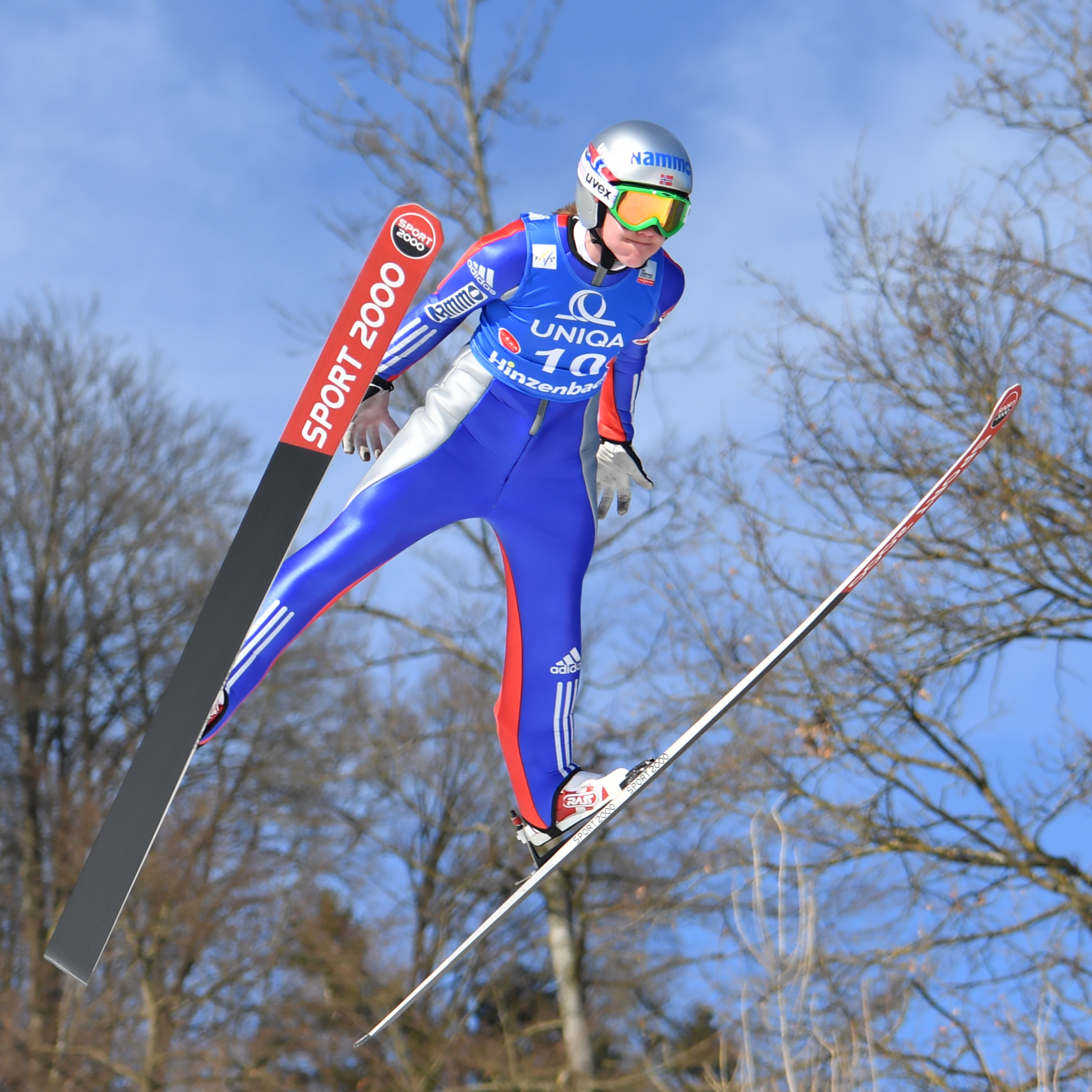
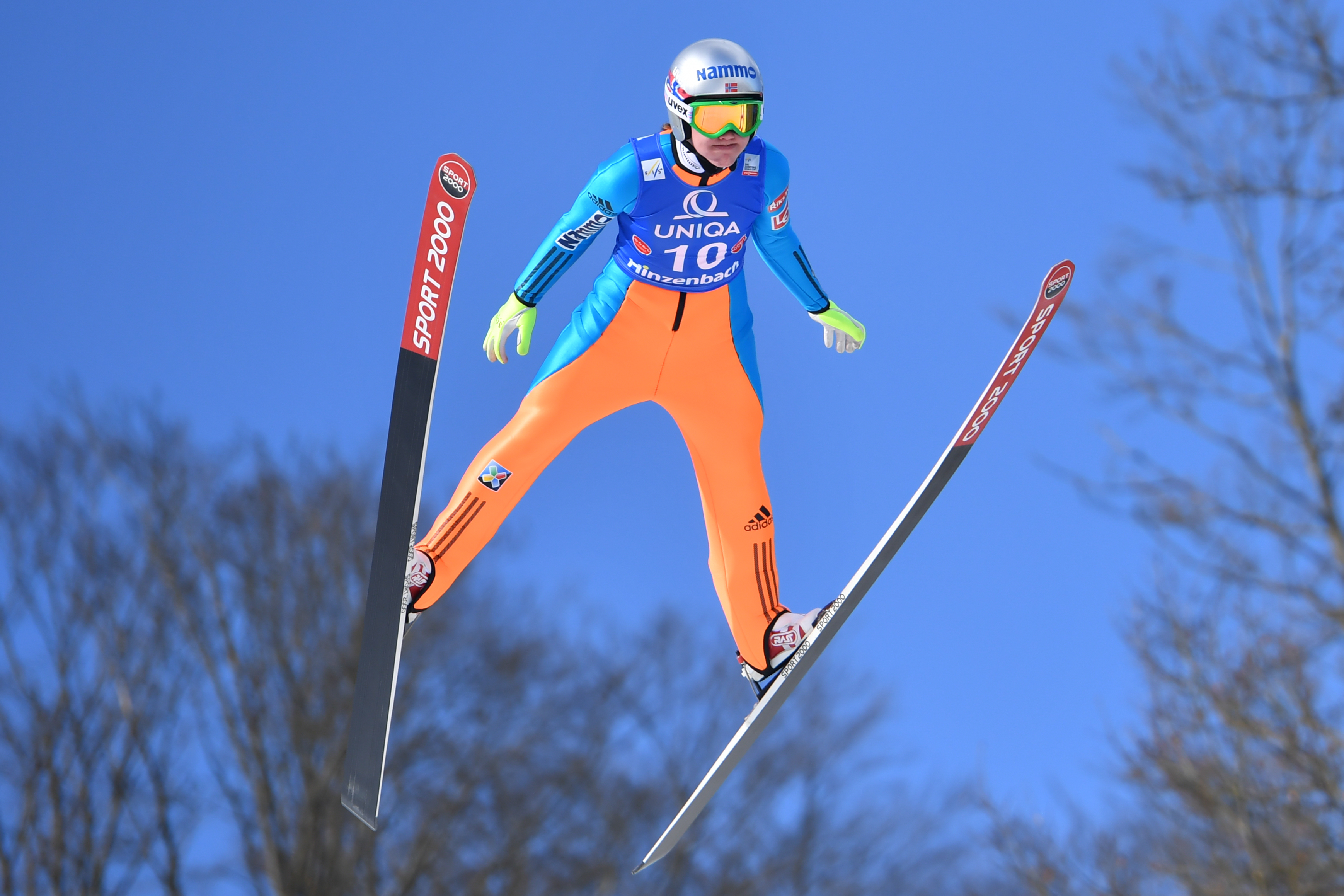